# Староримський символ віри
Староримський символ віри — ранніша і коротша версія Апостольського символу віри.

## Латинська і грецька версії
Латинський текст  Руфіна Аквілейського:
Credo in deum patrem omnipotentem;

et in Christum Iesum filium eius unicum, dominum nostrum,

 Qui natus est de Spiritu sancto ex Maria virgine,

 Qui sub Pontio Pilato crucifixus est et sepultus,

 Tertia die resurrexit a mortuis,

 Ascendit in caelos,

 Sedet ad dexteram patris, unde venturus est iudicare vivos et mortuos;

et in Spiritum sanctum,

sanctam ecclesiam,

remissionem peccatorum,

carnis resurrectionem. 
Грецький текст Маркела Анкірського:
Πιστεύω οὖν εἰς θεòν πατέρα παντοκράτορα ·

καὶ εἰς Χριστὸν Ἰησοῦν, τὸν υἱὸν αὐτοῦ τὸν μονογενῆ, τὸν κύριον ἡμῶν,

 Τὸν γεννηθέντα ἐκ πνεύματος ἁγίου καὶ Μαρίας τῆς παρθένου,

 Τὸν ἐπὶ Ποντίου Πιλάτου σταυρωθέντα καὶ ταφέντα

 Καὶ τῇ τρίτῃ ἡμέρα ἀναστάντα ἐκ τῶν νεκρῶν,

 Ἀναβάντα εἰς τοὺς οὐρανούς

 Καὶ καθήμενον ἐν δεξιᾳ τοῦ πατρός, ὅθεν ἔρχεται κρίνειν ζῶντας καὶ νεκρούς ·

καὶ εἰς τò ἅγιον πνεῦμα,

ἁγίαν ἐκκλησίαν,

ἄφεσιν ἁμαρτιῶν,

σαρκὸς ἀνάστασιν,

ζωὴν αἰώνιον.

## Переклад
Вірую в Бога Отця, Всемогутнього;

 І в Ісуса Христа, Єдинородного Сина Божого, Господа нашого;

 Народженого від Духа Святого від Марії Діви,

 Розп'ятого за Понтія Пілата і похованого,

 воскрес у третій день з мертвих,

 вознісся на небеса,

 сидить праворуч Отця,

 звідки Він прийде судити живих і мертвих;

 І в Духа Святого;

 В Церкву Святу,

 У відпущення гріхів,

 У воскресіння тіла

 В життя вічне.